# Igranka
Igranka – singel czarnogórskiego zespołu muzycznego Who See nagrany przy gościnnym udziale Niny Žižić, nagrany i wydany w 2013 roku oraz umieszczony na albumie kompilacyjnym grupy zatytułowanym Best Of z 2014 roku.
Utwór reprezentował Czarnogórę podczas 58. Konkursu Piosenki Eurowizji organizowanego w Malmö w 2013 roku. 14 maja został zaprezentowany w pierwszym półfinale konkursu, w którym zajął 12. miejsce z 41 punktami na koncie, przez co nie zakwalifikował się do finału.
W połowie marca premierę miał oficjalny teledysk do utworu, którego reżyserem został Zoran „Zonjo” Marković. Klip kręcony był w opuszczonej fabryce w Podgoricy, w jego nagrania wzięło udział ok. 200 osób, w tym m.in. statyści, aktorzy i tancerze z klubów tanecznych Dream oraz Ride Crew.

## Lista utworów
- CD single[9]

1. „Igranka” – 3:03
2. „Igranka” (Wideo) – 3:03